# Liste der Biografien/Iso
Liste der Biografien |
Portal Biografien |
Personensuche
# |
A |
B |
C |
D |
E |
F |
G |
H |
I |
J |
K |
L |
M |
N |
O |
P |
Q |
R |
S |
T |
U |
V |
W |
X |
Y |
Z |
?
 
Ia |
Ib |
Ic |
Id |
Ie |
If |
Ig |
Ih |
Ii |
Ij |
Ik |
Il |
Im |
In |
Io |
Ip |
Iq |
Ir |
Is |
It |
Iu |
Iv |
Iw |
Ix |
Iy |
Iz
 
Isa |
Isb |
Isc |
Isd |
Ise |
Isf |
Isg |
Ish |
Isi |
Isj |
Isk |
Isl |
Ism |
Isn |
Iso |
Isp |
Isr |
Iss |
Ist |
Isu |
Isw |
Isy
Die Liste der Biografien führt alle Personen auf, die in der deutschsprachigen Wikipedia einen Artikel haben. Dieses ist eine Teilliste mit 73 Einträgen von Personen, deren Namen mit den Buchstaben „Iso“ beginnt.

## Iso
- Iso von St. Gallen († 871), Benediktiner, Lehrer und Hagiograf
- Iso von Wölpe (1167–1231), Bischof von Verden
- Iso, Mitsuo (* 1966), japanischer Anime-Regisseur, -Drehbuchautor und Animator
- Iso-Hollo, Volmari (1907–1969), finnischer Leichtathlet

### Isoa
- Isoaho, Olli (* 1956), finnischer Fußballtorwart
- Isoard, Joachim-Jean-Xavier d’ (1766–1839), französischer christlicher Gelehrter, Bischof und Kardinal
- Isoard-Vauvenargue, Marc Léon Bruno Joseph Gustave d’ (* 1804), französischer Schachspieler
- Isoardi, Steven L. (* 1949), amerikanischer Politologe und Jazzautor

### Isob
- Isobe, Takayuki (* 1959), japanischer Sprinter

### Isod
- Isoda, Chōshū (1880–1947), japanischer Maler der Nihonga-Richtung
- Isoda, Kōichi (1931–1987), japanischer Literaturkritiker und -wissenschaftler
- Isoda, Koryūsai, japanischer Maler
- Isoda, Povilas (* 1988), litauischer Politiker
- Isoda, Yōko (* 1978), japanische Synchronschwimmerin
- Isoda, Yoshikazu (* 1965), japanischer Fußballspieler

### Isoe
- Isoe, Taisei (* 1997), japanischer Fußballspieler

### Isog
- Isogai, Hajime (1871–1947), japanischer Judoka und Judotrainer
- Isogai, Hiromitsu (* 1969), japanischer Fußballspieler
- Isogai, Rensuke (1886–1967), General der kaiserlich japanischen Armee, Gouverneur von Hongkong
- Isogai, Sōta (* 2001), japanischer Eishockeyspieler

### Isoi
- Isoir, André (1935–2016), französischer Organist

### Isok
- Isokoski, Soile (* 1957), finnische Opern-, Lied- und Konzertsängerin (lyrischer Sopran)
- Isokrates (436 v. Chr.–338 v. Chr.), attischer RednerIsokrates (436 v. Chr.–338 v. Chr.)

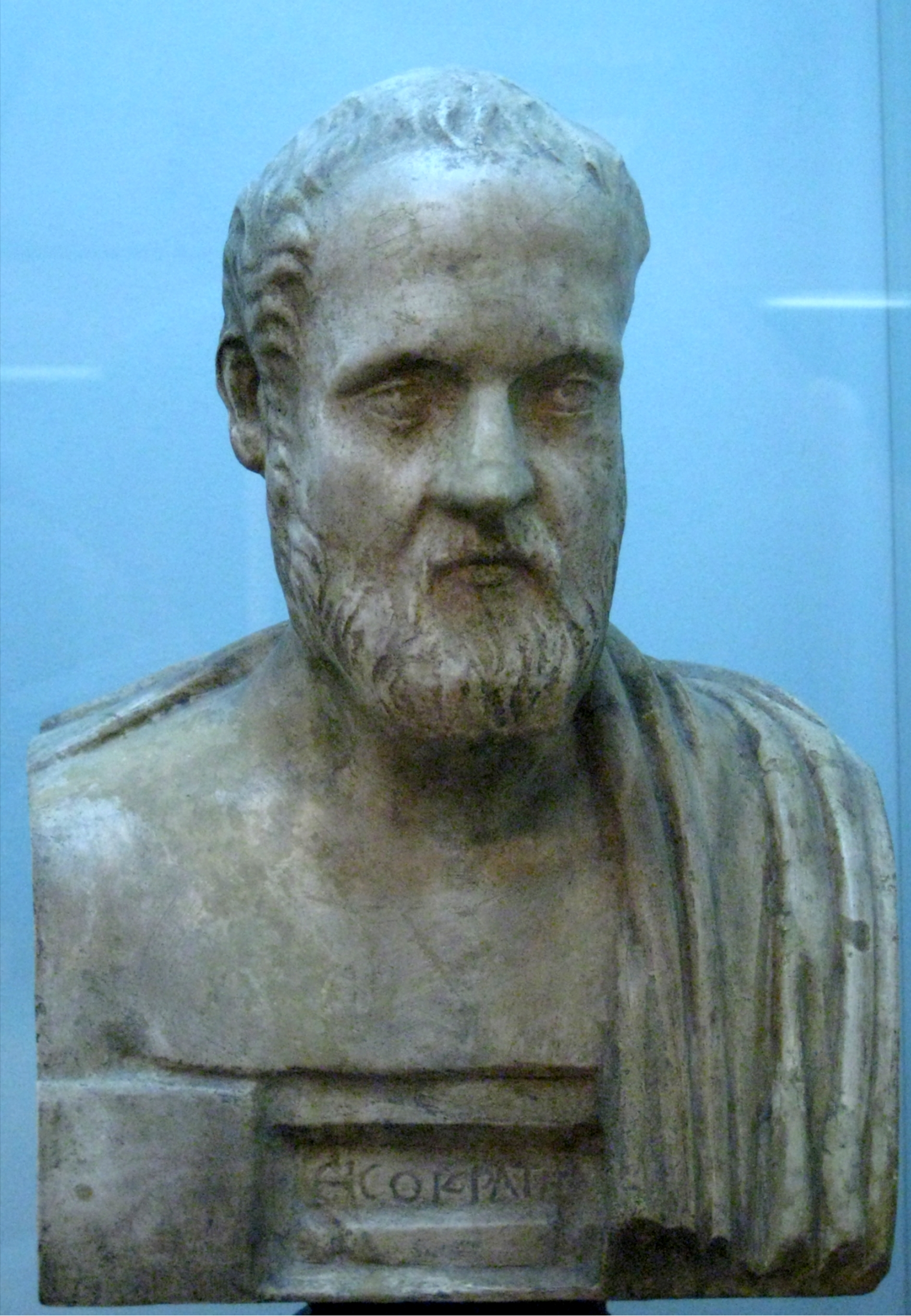
Isokrates (436 v. Chr.–338 v. Chr.)

### Isol
- Isol (* 1972), argentinische Illustratorin, Kinderbuchautorin und Sängerin
- Isola, Amédée (1898–1991), französischer Hindernisläufer
- Isola, Federica (* 1999), italienische Degenfechterin
- Isola, Frank (1925–2004), US-amerikanischer Jazz-Schlagzeuger
- Isola, Giuseppe (1808–1893), italienischer Maler
- Isola, Horst (* 1939), deutscher Politiker (SPD)
- Ísola, Luciano (* 1993), uruguayischer Fußballspieler
- Isola, Peter (1929–2006), gibraltischer Politiker
- Isolani, Eugen (1860–1932), Schriftsteller und Theaterkritiker
- Isolani, Gertrud (1899–1988), deutsche Journalistin, Schriftstellerin und Übersetzerin
- Isolani, Johann Ludwig Hektor von (1586–1640), kaiserlicher General der kroatischen Reiter im Dreißigjährigen Krieg
- Isolani-Perl, Betty (1873–1978), Schauspielerin
- Ísold Sævarsdóttir (* 2007), isländische Sportlerin
- Isolée, deutscher Microhouse-Musiker

### Isom
- Isomäki, Aino (1932–2022), finnische Leichtathletin
- Isomäki, Risto (* 1961), finnischer Schriftsteller, Wissenschaftsredakteur und Umweltaktivist
- Isometsä, Jari (* 1968), finnischer Skilangläufer
- Isomura, Kokoro (* 2003), japanischer Tennisspieler
- Isomura, Ryōta (* 1991), japanischer Fußballspieler

### Ison
- Isono, Nobuhisa (* 1974), japanischer Fußballspieler
- Isonokami, no Yakatsugu (729–781), japanischer Hofadeliger und Autor

### Isop
- Isop, Utta (* 1974), österreichische Philosophin, Geschlechterforscherin und Aktivistin
- Isopescu, Claudio (1894–1956), rumänischer Romanist, Italianist, Rumänist und Hispanist, der vor allem in Italien wirkte
- Isopescul, Demeter (1839–1901), österreichischer Gymnasiallehrer, Abgeordneter zum Reichsrat
- Isopi, Antonio (1758–1833), italienisch-deutscher Bildhauer
- Isopp, Rosemarie (1927–2019), österreichische Radiomoderatorin des ORFRosemarie Isopp (1927–2019)

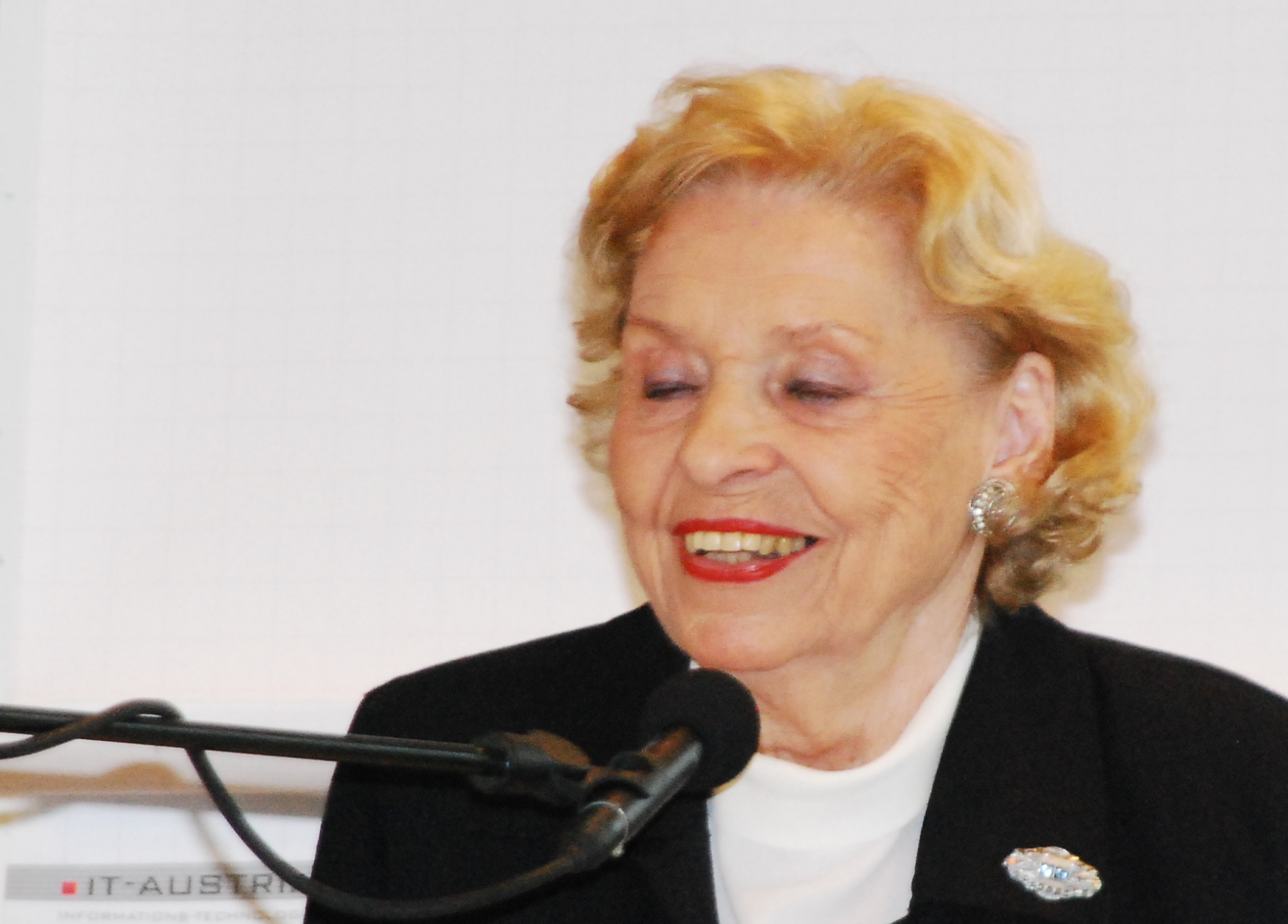
Rosemarie Isopp (1927–2019)

### Isor
- Isoria, Swiad (* 1984), georgischer Schachmeister
- Isorija, Lewan (* 1974), georgischer Politiker
- Isorni, Jacques (1911–1995), französischer Anwalt und Politiker, Mitglied der Nationalversammlung

### Isos
- Isossimow, Alexander Wladimirowitsch (1939–1997), sowjetischer Boxer

### Isot
- Isotalo, Pentti (1927–2021), finnischer Eishockeyspieler
- Isotamm, Johnny B. (1939–2014), estnischer Lyriker
- Isotani, Shun (* 2002), japanischer Fußballspieler
- Isotow, Danila Sergejewitsch (* 1991), russischer Schwimmer
- Isotow, Eduard Konstantinowitsch (1936–2003), sowjetischer Schauspieler
- Isotow, Sergei Petrowitsch (1917–1983), russischer Luftfahrtingenieur
- Isotowa, Kira Wladimirowna (1931–2013), russische Sängerin (Sopran) und Musikpädagogin
- Isotti, Livio (1927–1999), italienischer Radrennfahrer

### Isou
- Isou, Isidore (1925–2007), französischer Autor
- Isouard, Nicolas (1775–1818), maltesischer Komponist französischer Herkunft
- Isoufi, Shabir (* 1992), niederländisch-afghanischer Fußballspieler

### Isov
- Isović, Safet (1936–2007), bosnischer Musiker

### Isoy
- Isoyama, Hiroshi (* 1937), japanischer Aikido-Lehrer
- Isoyama, Kazushi (* 1975), japanischer Fußballspieler

### Isoz
- Isoz, Andreas (* 1984), Schweizer Freestyle-Skisportler
- Isoz, Francis (1856–1910), Schweizer Architekt
- Isozaki, Arata (1931–2022), japanischer ArchitektArata Isozaki (1931–2022)

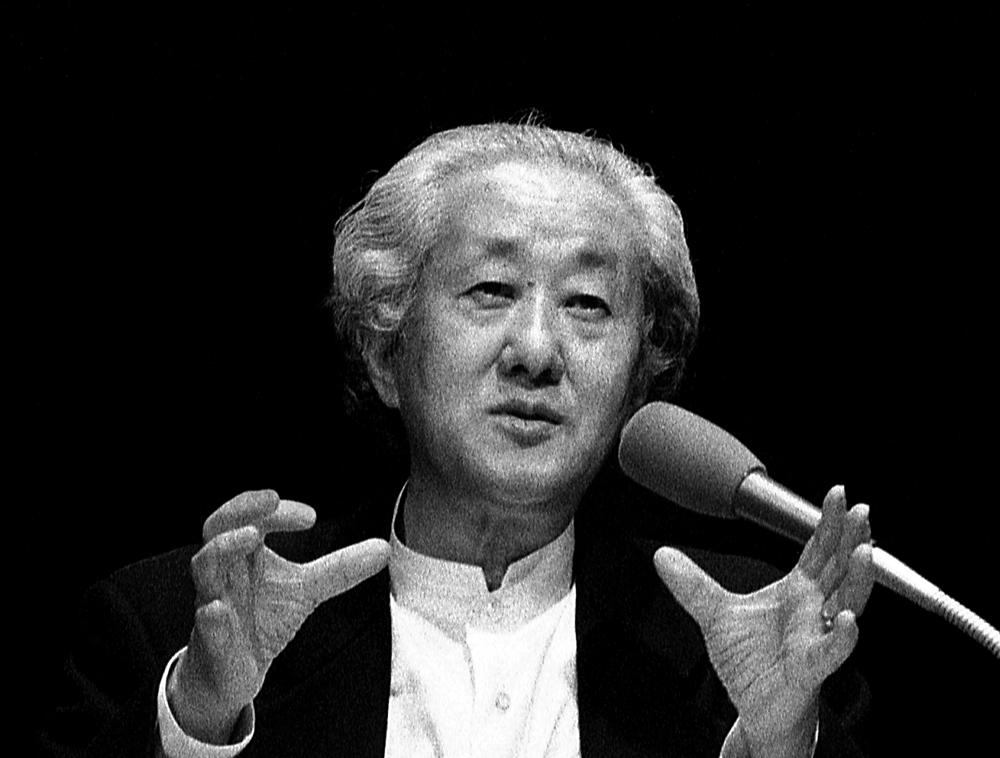
Arata Isozaki (1931–2022)

- Isozaki, Keita (* 1980), japanischer Fußballspieler
- Isozaki, Ken’ichirō (* 1965), japanischer Schriftsteller
- Isozaki, Yōsuke (* 1957), japanischer Politiker der Liberaldemokratischen Partei und Mitglied des Repräsentantenhauses